# Кейтлін (реслерка)
Селест Беріл Бонін (англ. Celeste Beryl Bonin) — американська модель та професійна реслерка, що здобула популярність за виступами у WWE під псевдонімом Кейтлін. Переможниця третього сезону NXT.

## Ранні роки
Бонін дебютувала у змаганнях з фітнесу в 2006 році у віці 19 років. У 2007 році вона виграла чемпіонат NPC John Sherman Classic Bodybuilding Figure and Fitness і стала п'ятою в Арнольд Класік. У 2007 році увійшла до п'ятірки найкращих на Musclemania Superbody, а в 2008 році стала Міс листопада в календарі Hardfitness Calendar і зайняла 16 місце на Junior Nationals в тому ж році. У 2009 році Бонін була названа «Hottie of the Day» журналом Flex.

## Кар'єра в професійному реслінгу

### World Wrestling Entertainment
У липні 2010 року Селест Бонін підписала контракт з WWE і була направлена в регіональне відділення Florida Championship Wrestling (FCW). Там вона дебютувала в конкурсі купальників. Незабаром вона взяла прізвисько Ріки Вон, але потім змінила його на Кейтлін, яке згодом використає в NXT. 22 серпня на арені FCW дебютувала як «лісоруб» під час поєдинку між Ей Джей і Наомі. 7 листопада дебютувала як боєць в командному поєдинку в команді з Наомі проти Ей Джей і Аксани. 16 січня 2011 зазнала поразки від Рози Мендес. 3 квітня на FCW в команді з Наомі перемогла Ей Джей і Розу Мендес. 3 липня на епізоді FCW Кейтлін билася проти Наомі, а потім проти Серени і Аксани але програла. 7 серпня Кейтлін вперше в своїй кар'єрі отримала можливість битися за титул чемпіонки Дів FCW, проте програла Аксані.
Наступного тижня в FCW взяла участь у командному матчі шести Дів. Разом з Ей Джей і Кейлі Тернер вона перемогла команду Соню, Одрі Марі, і Ракель Діас. Потім Кейтлін об'єдналася в команду з Кейлі Тернер, але відразу ж зазнали поразки від Кемерон і Наомі. 25 грудня на епізоді FCW спільно з Камерон Лінн перемогла Кейлі Тернер і Софію Кортес.

### NXT
7 вересня було оголошено що Селест Бонін буде брати участь у 3-му сезоні NXT під своїм псевдонімом Кейтлін. На цьому тижні, вона безуспішно змагалися в «танцювальному Конкурсі» (де вона виступала, як робот), і «Захоплення Прапора». Наступного тижня здійснила дебют, коли вона об'єднався з Вікі Герреро і її хлопцем Дольфом Зіглером щоб перемогти Ей Джей і Прімо в змішаному командному матчі. Вперше Кейтлін з'явилася на PPV Night of Champions супроводжуючи Дольфа Зігглера з Віккі Герреро поки Віккі не вигнали її. 21 вересня на NXT, Кейтлін і LayCool (Лейла і Мішель Маккул) програли Келлі Келлі, Наомі, і Джемі в поєдинку 3 на 3, після того як Наомі утримала Кейтлін, і після того LayCool напали на неї, за наказом Вікі Герреро. На тому ж тижні, 24 вересня, на SmackDown, Кейтлін і Вікі Герреро супроводжували Дольфа Зіглера на ринг і Вікі снувала наказала Кейтлін піти. Подальше два тижні Кейтлін нападала на Вікі Герреро.
Наступного тижня на NXT, Кейтлін брав участь у конкурсі «Ride the Bull», і виграла «Діва Шоу Талантів» використовуючи образливе зображення Вікі Герреро. Наступного тижня NXT, Кейтлін програла матч проти Максін. 28 жовтня на Хелловін на NXT, Кейтлін виграла конкурс костюмів наслідуючи Вікі Герреро. 5 листопада на арені SmackDown, Кейтлін і Вікі Герреро зустрілися один на одним в матчі-реванші, в якому Вікі перемогла, тому що рефері не помітив, що нога Кейтлін була на канатах. 9 листопада на NXT, Кейтлін виграла конкурс армреслінгу, а за лаштунками знову напала на Вікі Герерро. 30 листопада у фіналі 3 сезону NXT Кейтлін перемогла Наомі і стала переможницею 3-го сезону NXT.
3 грудня брала участь в закулісному сегменті з Вікі Герреро і Долфом Зіглером, оголосивши що генеральний менеджер арени SmackDown! Тедді Лонг підписав з нею контракт після того як вона стала переможницею 3-го сезону NXT.

### The Chickbusters і епізодичні появи вNXT
Перший матч на SmackDown Кейтлін провела 28 січня 2011 року, коли вона і Келлі Келлі програли LayCool. 11 березня на SmackDown! програла в одиночному поєдинку Лейлі. 27 травня разом з Ей Джей утворили команду «The Chickbusters», що призвело до їх першого матчу проти Аліши Фокс і Таміни Снукі, у якому вони програли. Перша перемога прийшла на 10 червня на SamckDown! перемігши Таміну Снук, а також її перемогла і 8 липня. Потім Ей Джей, Кейтлін і Наталія продовжують ворогувати з Фокс, Снук і до яких приєднується Роза Мендес. 1 серпня у Кейтлін був поєдинок за претенденства № 1 за титул чемпіонки Дів WWE проти Бет Фінікс. в якому Кейтлін програла. 5 серпня на SmackDawn! Ей Джей билася в одиночному поєдинку проти Наталії, яка потім напала на неї. Наступного тижня Кейтлін і AJ програли Бет Фінікс і Наталії у tag team матчі. Протягом наступних кількох місяців, Chickbusters продовжували ворогувати з Бет і Наталією, програвши їм обидва матчі з ними. Потім, 19 жовтня Кейтлін повернулася на NXT у супроводі партнерки по Chickbuster Ей Джей в одиночному поєдинку проти Максін. Потім була коротка ворожнеча з Таміною, Кейтлін перемогла її 26 жовтня і 2 листопада на NXT. 8 лютого 2012 на NXT програла в одиночному поєдинку Максін, з якою вона ворогувала через відносини з Дерріком Бейтменном. 29 лютого на NXT Кейтлін поцілувала Дерріка Бейтмена на очах у всіх, перш ніж переможе Максін у головній події шоу. 14 березня на NXT після того Кейтлін і Деррік програли Джонні Кертісу і Максін, Бейтмен поцілував Кейтлін, таким чином зміцнюючи їх відносини. 4 квітня на NXT, Кейтлін програла Наталії, яка виходила в супроводі Тайсона Кідда. 23 квітня повернулася на RAW в матч за Чемпіонство Дів WWE Бет Фінікс проти Ніккі Белли як лісорубка. 25 квітня на NXT брала участь в закулісний сегменті з Тайсоном Кіддом і Персі Уотсоном, поки Наталя не звинуватила Кейтлін в заграванні з Кіддом, потім брала участь у командному поєдинку з Таміна Снук перемігши Наталію та Максін.
Повернулася на SmackDown 27 квітня брала участь у закулісний сегменті з партнеркою по Chickbusters Ей Джей поки та не вдарила Кейтлін. 4 травня на SmackDown Кейтлін знову хотіла поговорити з Ей Джей але та знову напала на неї. 11 травня на SmackDawn Кейтлін програла Ей Джей, після чого Деніел Брайан сказав Ей Джей, що далі він буде зустрічатися з Кейтлін. Через два дні в Twitter офіційно оголосила що команда «The Chickbusters» розпалась. Потім повернулася на NXT і 16 травня перемогла Максін, тим самим продовжила ворожнечу з нею. 30 травня перемогла Таміну Снука, а коментатором в матчі була Максін, тим самим вони закінчили ворожнечу. 13 червня перемогла Наталію — свого колишнього наставника.
12 липня на WWE Superstars Кейтлін в команді з Аліша Фокс перемогли Наталію та Бет Фінікс, після того як Кейтлін втримала Бет. Потім на PPV Money in the Bank брала участь в поєдинку 3 на 3 в команді з Таміна Снук і Лейлою перемогли Бет Фінікс з Наталією та Ів Торрес. 10 серпня Кейтлін взяла участь у закулісний сегменті з Букер Ті та Ів Торрес, в слідстві чого обидві діви захотіли стати помічниками генерального менеджера, після чого Букер Ті призначив поєдинок між Ів і Кейтлін і переможець цього поєдинку стане його помічником. 13 серпня на RAW Кейтлін в команді з Лейлою перемогли Ів Торрес і Бет Фінікс. 17 серпня на SmackDown! Кейтлін програла поєдинок Ів Торрес за право бути помічником генерального менеджера. На наступному RAW Кейтлін перемогла в королівській битві серед дів, за претенденства № 1 на титул Чемпіонки Дів Лейли. 10 вересня на RAW Кейтлін в команді з Лейлою та Ів Торрес перемогли Бет Фінікс, Наталю та Алішу Фокс. На Night Of Champions 2012 Кейтлін повинна була битися проти Лейли за титул Чемпіонки Дів, але не змогла так як на Кейтлін напали за лаштунками, через що був призначений поєдинок Лейла проти Ів Торрес за титул, який виграла Торрес. 17 вересня було оголошено, що у Кейтлін розірвання сухожилля, внаслідок чого вона пропустить кілька тижнів.
Вона повернулася 24 вересня на RAW заявивши, що діва яка напала на неї в Night Of Champions була блондинка, внаслідок чого Бет Фінікс стає головною претенденткою на це напад. 8 жовтня у Кейтлін вперше був поєдинок за титул дів проти Ів Торрес, але вона програла, після поєдинку Ів атакувала Кейтлін, але на допомогу до Кейтлін прибігла Лейла. Через два тижні всі нарешті дізналися хто ж напав на Кейтлін на Night Of Champions і це була Аксана. 26 жовтня на SmackDown! Кейтлін в команді з Лейлою програли Ів і Аксане, через те що Лейла випадково вдарила Кейтлін. На Hell in a Cell був призначений потрійний поєдинок Ів проти Кейтлін проти Лейли, сам поєдинок виграла Ів. 6 листопада на RAW в команді з Лейлою перемогли Ів і Аксану. 12 листопада на RAW перемогла Лейла і стала головною претенденткою на титул Чемпіонки Дів. На тому ж тижні 16 листопада на SmackDown Кейтлін змагалися в 3 на 3 дів командний матч разом з Лейлою і екс-суперником Наталією перемогли Ів, Аксана, і Алішу Фокс. На Survivor Series 2012 Кейтлін програла титульний поєдинок Ів Торрес. 19 листопада на RAW і 14 декобря на SmackDawn! Кейтлін перемагала Аксану. На PPV TLC pre-show була проведена битва серед дів за претенденство № 1 за титул чемпіонки дів WWE, і Кейтлін була вибита останньої, через втручання Ів Торрес. 18 грудня на Super SmackDawn! Кейтлін перемогла Ів через дискваліфікацію. 7 січня на RAW Кейтлін отримала матч реванш і знову перемогла за звітом.

### Чемпіонка дів WWE
14 січня 2013 на спеціальному 20-му щорічному випуску Raw Кейтлін зустрілася з Ів Торрес в поєдинку за титул чемпіонки дів WWE. Умовою поєдинку було, якщо Ів буде дискваліфікована або матч закінчиться відліком, то Кейтлін стане новим чемпіоном. У поєдинку перемогу здобула Кейтлін, ставши першою в історії дівою NXT, що завоювала головний чемпіонський титул WWE для жінок. Перший захист титулу нової чемпіонки пройшла на шоу Elimination Chamber, де Кейтлін виявилася сильнішою Таміни Снукі. У лютому у дівчини почався телевізійний роман з Коді Роудсом, проте він скоро підійшов до кінця, після того, як вона побачила Роудса в оточенні Близнючок Белла.

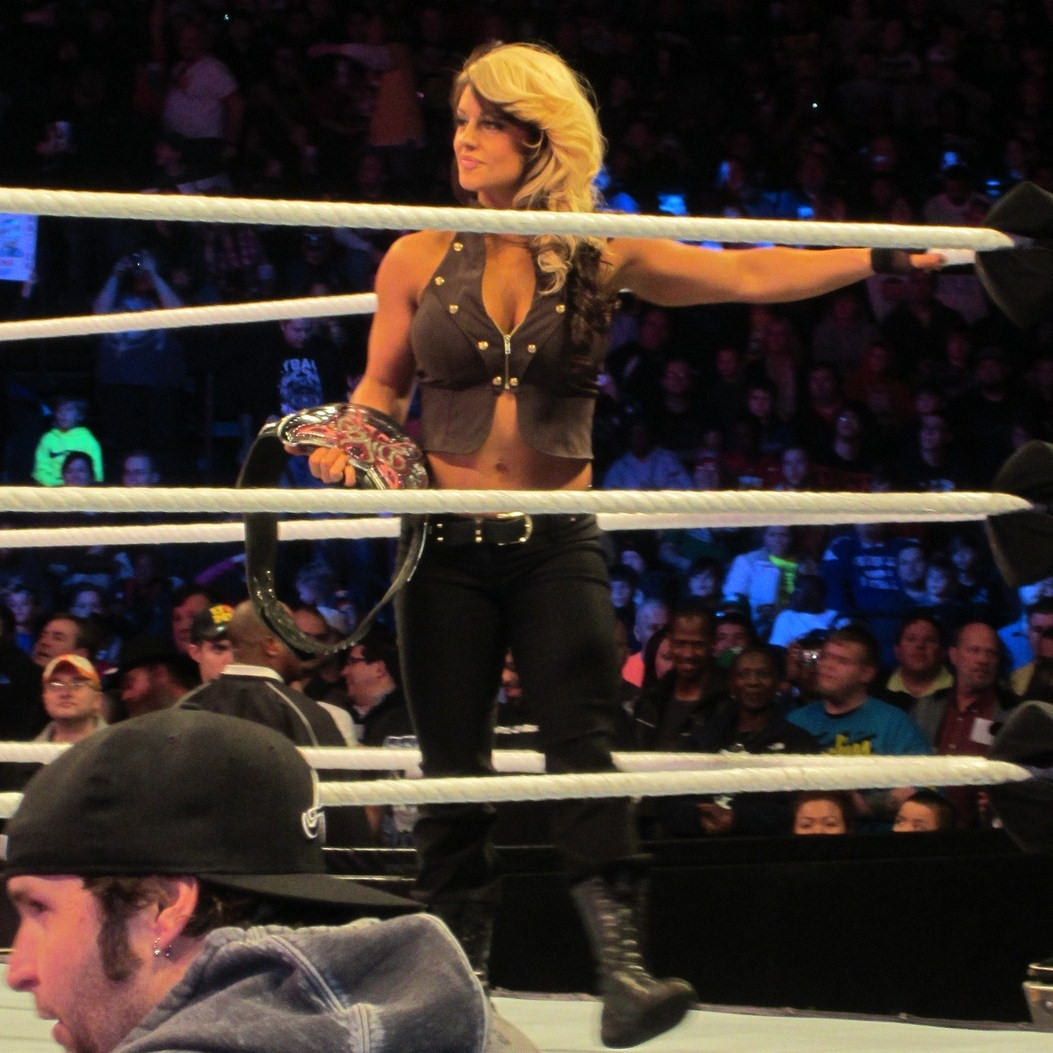
Кейтлін з чемпіонським титулом

25 березня на шоу Raw у Кейтлін почалася ворожнеча з колишньою партнеркою по команді Chickbuster Ей Джей, яка привела до поєдинку закінчилися перемогою Ей Джей по відліку. Вже 29 березня на SmackDown Кейтлін помстилася, ставши переможцем в змішаному командному матчі, де її партнером по команді був Денієл Браян, а в Ей Джей — Дольф Зігглер. Незабаром Ей Джей стала претенденткою номер один на право участі в титульному поєдинку, а у Кейтлін з'явився таємничий шанувальник, який став надсилати їй подарунки. 10 червня стало відомо, що цим шанувальником був Біг І Ленгстон, проте він діяв за проханнями претендентки на титул. Це призвело до того, що чемпіонка напала на Ей Джей перед початком титульного матчу на шоу Payback, але в самому поєдинку перемогла Ей Джей.
Після зміни власника чемпіонського титулу дівчата продовжили спроби збивати з пантелику один одного, щоб отримати перевагу в поєдинках. 12 липня на шоу SmackDown Кейтлін брала участь у першому в історії WWE телевізійному підписання контракту на бій за титул чемпіонки дів, який повинен був відбудуться на шоу Money in the Bank. Це подія закінчилася бійкою дівчат. На pay-per-view шоу Кейтлін не вдалося завоювати чемпіонський титул через травму ліктя. Кейтлін знову з'явилася на рингу 26 липня, коли вона перервала сварку Ей Джей і Зігглера, виконавши проти чемпіонки прийом «гарпун», що призвело до матчу між реслерами на шоу 29 липня, в якому перемогу здобула Кейтлін. Здобувши перемогу, Кейтлін знову стала претенденткою номер один на матч за чемпіонський титул, який відбувся 2 серпня в рідному місті чемпіонці Х'юстоні. У матчі Кейтлін не вдалося здобути перемогу через втручання Лейли. 5 серпня Кейтлін зустрілася на рингу зі своєю колишньою подругою Лейлою, але через втручання Ей Джей програла в матчі. На шоу SummerSlam Кейтлін і Зігглер здобули перемогу в змішаному командному бою проти Ей Джей і Ленгстона, що призвело до закінчення ворожнечі між дівчатами.
На Survivor Series Кейтлін взяла участь у традиційному командному поєдинку 7 на 7 на вибування. У матчі Кейтлін вдалося вибити двох суперниць, але пізніше вибили і її саму, а її команда програла.
8 січня 2014 офіційний сайт WWE повідомив, що Кейтлін покинула компанію за власним бажанням.

## Особисте життя
В даний час Бонін проживає в Х'юстоні (штат Техас). Її близькою подругою є діва WWE Ей Джей Лі. У листопаді 2012 року Бонін була заарештована в місті Гранд-Рапідс (штат Мічиган) за неоплачений штраф, накладений за перевищення швидкості. Після оплати 315 доларів вона була відпущена. 20 червня 2014 одружилася з ПіДжей Браяном, з яким знайома з 2009 року.

## В реслінгу
Фінішер
- Atomic Wedgie Bomb

Улюблений прийом
- Sidewalk slam
- Battering ram
- Clothesline
- Spinning European uppercut
- Elevated wrist lock

Нікнейми
- «The Girl Next Door»
- «The Powerhouse Diva»
- «The Hybrid Diva»

Музичні теми
- «Let's Go» від Hollywood Records
- «Spin the Bottle» від Ashley Jana
- «Higher» від Nicole Tranquille

## Титули і досягнення
Бодіфітнес
National Physique Committee
- John Sherman Classic Bodybuilding Figure and Fitness Championship
- Arnold Classic NPC Figure Class D Competition (Fifth place)

Професійний реслінг
Pro Wrestling Illustrated
- PWI ставить її #5 з топ 50 реслерок у 2013 році

Wrestling Observer Newsletter
- Найгірший матч року (2010) проти Максін на NXT
- Найгірший матч року (2013) з Камерон, Євою Марією, ДжоДжо, Наомі і Наталіею vs. Ей Джей Лі, Аксана, Алісія Фокс, Роза Мендес, Саммер Рей і Таміна Снука.

WWE
- Переможниця 3 сезону NXT
- Чемпіонка Дів WWE (1 раз)